# Otto Willi Gail

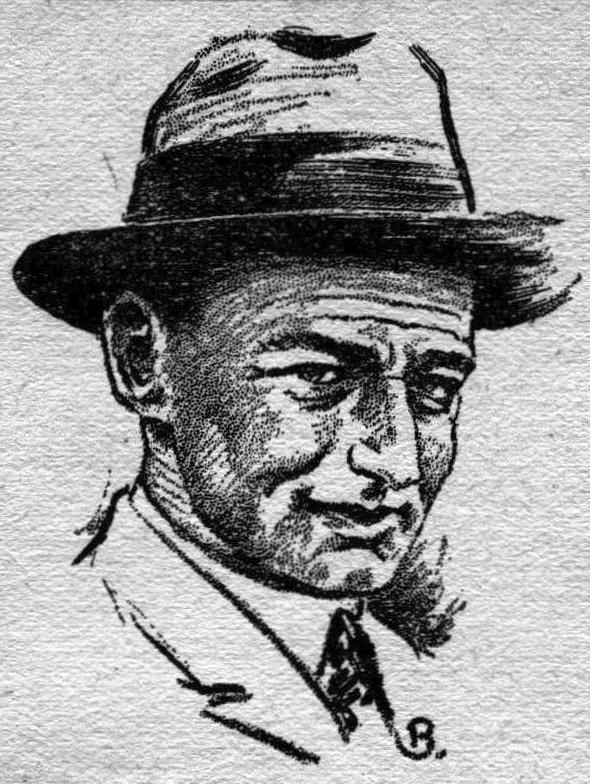
Otto Willi Gail (1929)

Otto Willi Albert Gail (* 18. Juli 1896 in Gunzenhausen; † 29. März 1956 in München) war ein deutscher Wissenschaftsjournalist und Schriftsteller.

## Leben
Otto Willi Gail war Sohn des Gunzenhäuser Kaufmanns Georg Gail und dessen Ehefrau Susette, geb. Meder. Vater Georg Gail behandelte in Aufsätzen, die in den Münchener Neuesten Nachrichten erschienen, die Problematik des lenkbaren Luftschiffes des Grafen Ferdinand von Zeppelin. Otto Willi wuchs in Gunzenhausen auf und ging hier zur Schule. Dann studierte er Elektrotechnik und Physik an der TH München.
1949 wurde Gail Ehrenmitglied der Gesellschaft für Weltraumforschung.

## Werk
Neben seiner Arbeit für Zeitungen und den Rundfunk (ab 1928 zunächst als freier Mitarbeiter der Deutschen Welle in Bayern, ab 1933 Leiter der Reporterschule des Bayerischen Rundfunks in München) schrieb er Sachbücher über Physik, Astronomie und Raumfahrt. Nebenher verfasste Gail auch Zukunftsromane, um die Jugend für diese Themen zu begeistern. Da er im ständigen Kontakt mit den damaligen Raumfahrtpionieren Max Valier und Hermann Oberth stand, zeichnen sich seine Romane durch großen Kenntnisreichtum und technische Detailtreue aus. Seine Romane wurden ins Amerikanische Englisch übersetzt und beeinflussten die sich dort entwickelnde utopische Literatur in großem Maße.

## Bibliographie
Romane
- Der Schuß ins All. Ein Roman von morgen (1925)
- Der Stein vom Mond. Kosmischer Roman (1926)
- Hans Hardts Mondfahrt. Eine abenteuerliche Erzählung (1928)
- Energiesammler HaDeWe (1929)
- Die blaue Kugel (1929)
- Der Herr der Wellen (1949)

Sachbücher und Lehrhefte
- Mit Raketenkraft ins Weltenall – Vom Feuerwagen zum Raumschiff (1928)
- Wir plaudern uns durch die Physik (1931)
- Der Griff nach dem Atom (1947)
- Ebbe und Flut (1947)
- Physik der Weltraumfahrt (1948)
- Was weißt du von der Welt? (20 Hefte, Bayerischer Schulbuch-Verlag, München ab 1947)